# داون آدامز
داون آدامز (انگلیسی: Dawn Addams; ۲۱ سپتامبر ۱۹۳۰ – ۷ مهٔ ۱۹۸۵) هنرپیشه اهل بریتانیا بود. از فیلم‌هایی که وی در آن نقش داشته‌است می‌توان به لاله سیاه، ماه آبی است، یک سلطان در نیویورک، ردا و تربیت احساساتی اشاره کرد.